# Ralph Faudree
Ralph Jasper Faudree Jr. (Durant, Oklahoma, 1939. augusztus 23. – Memphis, Tennessee, 2015. január 13.) amerikai matematikus aki a kombinatorikával, ezen belül pedig leginkább gráfelmélettel és Ramsey-elmélettel foglalkozott.

## Élete
1961-ben végzett az oklahomai baptista egyetemen. Doktori fokozatát a Purdue Egyetemen szerezte meg 1964-ben Eugene Schenkman irányításával. A disszertációjának a címe: Subgroups of the Multiplicative Group of a Division Ring.
A Kaliforniai Egyetem (Berkeley) gyakornoka, a University of Illinois tanársegéde, majd a Memphis State University docense 1971-től. 2001–2012 között az egyetem igazgatója volt.
Rákbetegségben szenvedett és öngyilkos lett.

## Munkássága
Fő szakterülete a gráfelmélet. Több mint 200 dolgozatot publikált olyan neves matematikusokkal közösen, mint Bollobás Béla, Stefan Burr, Erdős Pál, Ron Gould, Gyárfás András, Brendan McKay, Cecil Rousseau, Richard Schelp, Simonovits Miklós, Joel Spencer és T. Sós Vera. Az Erdős-száma 1.
Erdős Pállal több mint 50 közös dolgozatot írt.